# Robert P. Lamont

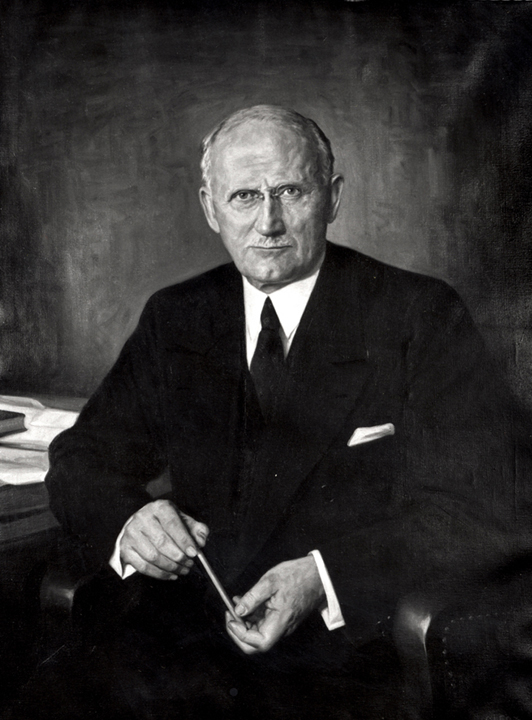
Robert Patterson Lamont

Robert Patterson Lamont junior (* 1. Dezember 1867 in Detroit, Michigan; † 20. Februar 1948 in Chicago, Illinois) war ein US-amerikanischer Politiker und zwischen 1929 und 1932 der 5. Handelsminister der Vereinigten Staaten.

## Leben
Robert Patterson Lamont kam im Jahr 1867 als Sohn von Robert Lamont senior und dessen Frau Isabella Lamont in Detroit zur Welt. Am 24. Oktober 1894 heiratete Lamont Helen Gertrude Trotter, mit der er später einen Sohn und zwei Töchter hatte. Nachdem Lamont nach seiner Ausbildung und einem Studium an der University of Michigan nach Chicago gezogen war, um dort als Geschäftsmann zu leben, diente er im Ersten Weltkrieg als Offizier. Nach seiner Rückkehr wurde er unter Präsident Warren G. Harding Vizehandelsminister. Als Herbert Hoover im Jahr 1929 Präsident der Vereinigten Staaten wurde, ernannte er Lamont zum Handelsminister. Er gehörte Hoovers Kabinett zwischen dem 5. März 1929 und dem 7. August 1932 an und wurde von Roy D. Chapin abgelöst. Nach seinem Rücktritt als Handelsminister wurde Lamont Präsident des American Iron and Steel Institute.

## Trivia
- Das Lamont-Hussey Observatorium in Bloemfontein ist nach Lamont und einem seiner ehemaligen Freunde William Joseph Hussey benannt